# Lychen
Lychen [lyːçən] és una ciutat al districte d'Uckermark a nord de l'estat de Brandenburg a Alemanya. El novembre 2012 tenia 3417 habitants (amb un descens de 106 persones en un any) en una superfície d'uns 110 km².

## Geografia

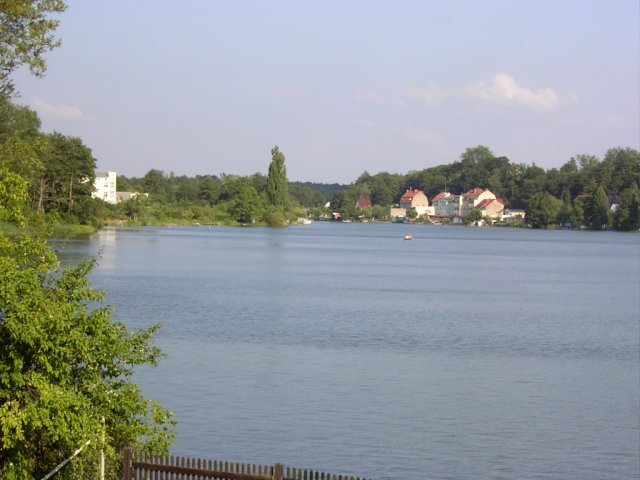
El llac Stadtsee

Lychen se situa al mig de set llacs: Wurlsee, Großer Lychensee, Nesselpfuhl, Stadtsee, Oberpfuhl, Zenssee, i Platkowsee. És regat pel Woblitz, un afluent del Havel i pel Küstriner Bach. Tret del centre històric, té tres barris: Rutenberg, Retzow i Beenz.

## Història
El primer esment escrit in Liechen data del 1248, des del 1299 s'utilitza la forma Lychen. Les primeres traces d'un assentament daten de la mitjana Edat de pedra. Als invasions bàrbares a les segles V-VI grups d'eslaus van establir-se a les illes i penínsules als quals van construir burgs de fusta.
El 1248, el marcgravi Joan I de Brandenburg va fundar la ciutat i fortificar-la. Després d'unes batalles, el 1302 passà al principat de Mecklenburg. El 1442, el margravi Joan l'Alquimista va reconquerir el territori després de la Pau de Wittstock. La Guerra dels Trenta Anys i dos incendis majors tres vegades van destruir quasi tota la ciutat. Durant la Guerra dels Set Anys va ser ocupat per Suècia.

### El sanatori de Hohenlychen

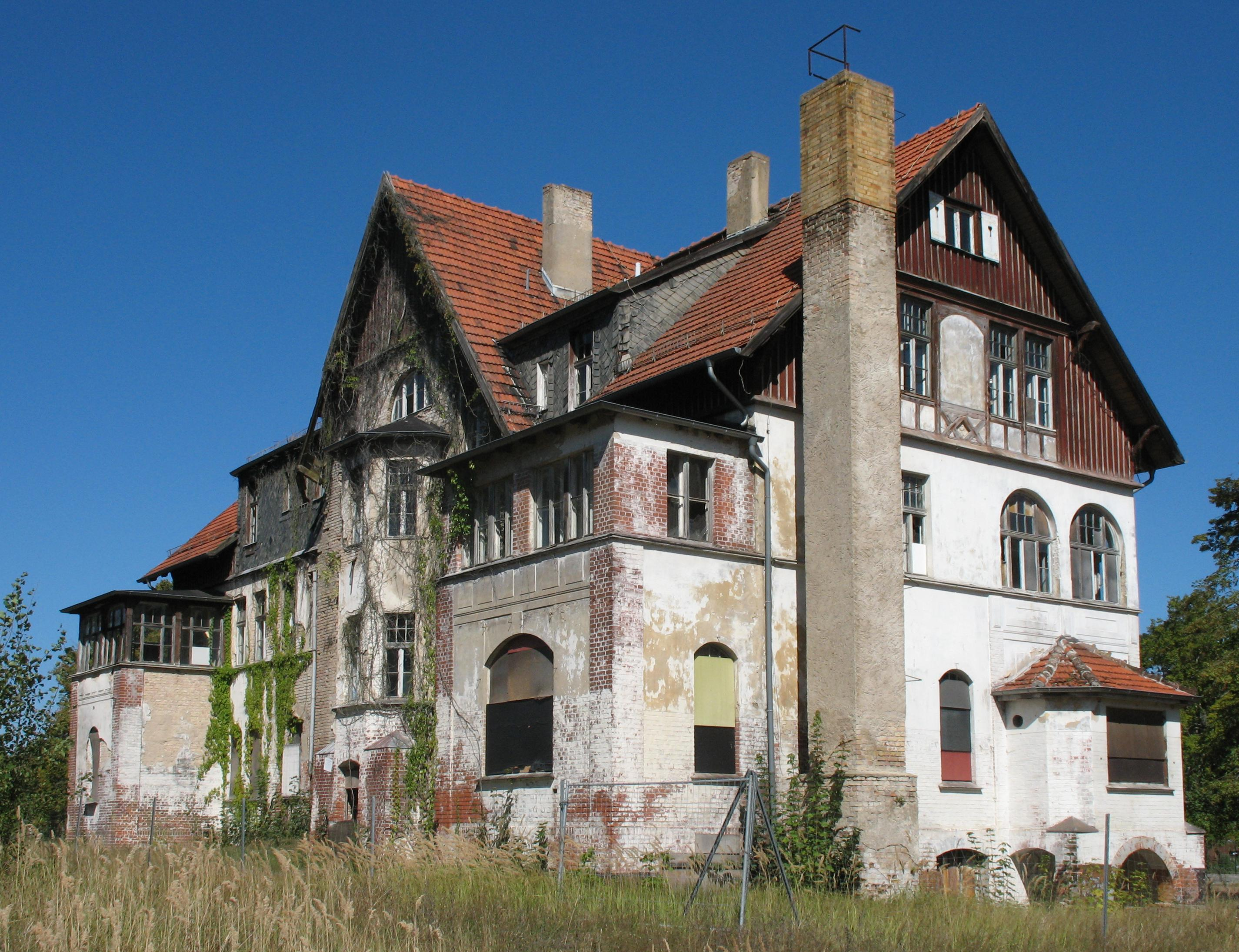
Antic directori del sanatori

La construcció de la línia del ferrocarril Britz-Fürstenberg el 1899 va obrir la regió al turisme. Quatre anys després, es van crear els sanatoris populars de Hohenlychen per la Creu Roja alemanya, a l'inici destinat al tractament de nens amb tuberculosi. La institució va eixamplar-se el 1912 amb el Sanatori Emperadriu Augusta Victòria i el 1913 amb un hospital.
Durant el nazisme, les instal·lacions idíl·lics, lluny de les ciutats i la violència guerrera van esdevenir un centre rehabilitació ortopèdic i pulmonar per a prominents del règim i hospital per a la Waffen-SS sota la direcció de Karl Gebhardt. Un dels caps de serveis va ser el pneumòleg Kurt Heissmeyer, que sota el pretext de desenvolupar tractaments més eficaços, va concebre i executar experiments pseudo-científics amb presoners russos i nens i nenes jueus al Camp de concentració de Neuengamme que van ser assassinats a penes dues setmanes abans de la fi de la Segona Guerra Mundial a l'escola abandonada del Bullenhuser Damm, per tal d'eliminar testimonis torbadors.